# Adolphe-Alexandre Martin
Adolphe-Alexandre Martin   (París, 27 de setembre de 1824 - Caen, 9 de maig de 1896) fou un pioner de la fotografia i l'inventor del ferrotip l'any 1853. Va ser professor de física al col·legi Santa-Barba i membre de la Societat francesa de fotografia de 1855 a 1896. Va viure a Courseulles-sobre-Mar i a París.

## Biografia
Adolphe-Alexandre Martin va néixer l'any 1824 a París. Ja de ben jove va desenvolupar una gran fascinació pel món de la fotografia i es va convertir en un fotògraf amateur. Més tard, mentre feia de professor de física i química a la universitat parisenca College Sainte-Barbe, Martin va esdevenir membre del comitè de la Royal Photographic Society. Amb el títol de doctor en física i química, Martin va dur a terme diversos experiments de laboratori amb relació a la llum seguint el seu mestre de física Jean-Bernard-Leon Foucault. El professor Foucault va rebre una gran expectació internacional al descobrir, deixant caure un pèndol des de la cúpula del Panteó de París, com la Terra gira sobre el seu eix. El doctor Martin va ajudar el doctor Foucault en la construcció del Gran Telescopi de l'Observatori de París.
Durant aquest període, Martin també va estar treballant, de manera independent, en la modificació del procés fotogràfic d'ambrotips dissenyat per l'anglès Frederick Scott Archer. En la seva variació de la tècnica del col·lodió humit, el doctor Martin va posar un vernís protector transparent sobre el negatiu, que primerament havia aplicat al vidre i després a una placa metàl·lica. Posteriorment va aplicar un vernís acolorat sobre el negatiu, que no tan sols protegia la imatge sinó que també la convertia químicament de negativa a positiva. Aquesta variació de la tècnica es va donar a conèixer com ferrotip (tintype).
El 18 d'abril de 1853, Adolphe-Alexandre Martin va compartir el seu emocionant descobriment en un article que va enviar a l'Academie des Sciences. En aquest, el doctor Martin explicava que el seu objectiu original no era només el de crear una imatge fotogràfica, sinó el d'ajudar el gravador en la seva feina a l'hora de reemplaçar els dibuixos dels artistes. Per aquest motiu, en un principi Martin es decantava més per utilitzar plaques fetes de materials més fàcilment gravables, com la fusta, el cobre, l'acer, i no pas el ferro, que havia esdevingut el material preferit dels fotògrafs. Com que la imatge seria destruïda després de la gravació, Martin va proposar que una segona imatge fos produïda sobre vidre per tal que el disseny pogués ser tornat a usar en un futur com a referència.
El doctor Martin va reconèixer de seguida les extenses possibilitats d'ús de la tècnica del ferrotip. Per exemple, les imatges en plaques de vidre no eren fàcilment transportables i, en canvi, les imatges compostes sobre metall o cartró sí que ho eren. Els descobriments de la seva recerca van ser publicats a La Lumiere, i van tenir un gran ressò per tot el món. El versàtil ferrotip inventat per Martin va ser molt popular gràcies als retrats que permetia realitzar, barats i de qualitat; que van fer que la fotografia deixés de limitar-se als estudis i sortís a l'exterior, sobretot durant la guerra. De fet, molts dels retrats que es van fer durant aquesta es van fer mitjançant la tècnica del ferrotip.
En agraïment per les seves contribucions i el seu esforç, Adolphe-Alexandre Martin va ser nomenat Cavaller de la Legió d'Honor, la condecoració per mèrits més prestigiosa de França, l'any 1870. Martin moriria l'any 1896, però la seva tècnica del ferrotip continuaria essent utilitzada arreu del món durant gran part del segle xx.